# C.A.P.
C.A.P. ist eine Musikband, die sich aus Musikern der Rhein-Ruhr-Region zusammensetzt und sich vornehmlich dem Vertonen von Gedichten verschreibt. In ihrer Musik vermischen sich die Genres Pop, Rock, Folk, Jazz und Klassik. Gegründet wurde die Band 2008 vom in Bochum-Wattenscheid beheimateten Keyboarder Uli West.

## Bandgeschichte
Ursprünglich begab sich West auf die Suche nach passenden Texten für eigene Kompositionen. Im Homerecording vertonte er die ersten 14 Gedichte mit Unterstützung von Walter Höhler-Bartel (Gitarre) und Stephan Grzesiak (Gesang). Dabei griff er zurück auf eigene Songs, die er 2008 zusammen mit der Opernsängerin Karin Velinova aus Essen in dem Programm „Lyriklieder und Märchen“ präsentiert hatte. Im Anschluss an das Homerecording unter dem Titel „Lyriklieder“ entstand ein Bandprojekt, um diese Songs auf die Bühne zu bringen. Der Livemitschnitt dieses ersten Konzerts wurde 2015 unter dem Titel „Lyriklieder Live“ im Tremble Toe-Label veröffentlicht. Seitdem ist die Band, die sich in Anlehnung an den Mädchennamen von Wests Ehefrau C.A.P. nennt, regelmäßig live unterwegs. Im gleichen Label wurde die zweite CD „endymion“ eingespielt, die 2018 erschien. Veröffentlichungstermin für die dritte CD „Abendlied“ ist der 27. November 2024.
In der anfangs neunköpfigen Formation gab es dreistimmigen Chorgesang, gepaart mit einem traditionellen Rock-Band-Sound inklusive Gitarren-, Orgel- und Schlagzeugsoli in Verbindung mit dem Einsatz einer typisch klassischen Instrumentierung, etwa mit Harfe oder Fagott. Diesem Prinzip der Vielfalt ist die Band auch in ihrem aktuellen Line-up treu geblieben. Sie präsentiert sich jetzt rein akustisch, in einer „Lyriklieder unplugged“-Version und besteht nur noch aus fünf Mitgliedern. 

## Konzept
Die Gruppe C.A.P. schlägt mit ihren „Lyrikliedern“ Brücken zwischen klassischer Musik und Pop, zwischen Gedichten alter Meister und zeitgenössischer Lyrik und übergreifend zwischen Musik, bildender Kunst und Literatur.
Im Unterschied zum Rilke-Projekt, hat sich die Band nicht einem einzigen Poeten verschrieben, vertont wurde bislang vielmehr deutschsprachige Lyrik quer durch die Jahrhunderte, von alten und modernen Klassikern wie Novalis, Goethe, Keller, Borchert, Brecht oder Kästner, aber auch von weniger bekannten Dichtern wie Heyse, Geibel, von der Vogelweide, Liliencron, Brentano, Fallersleben oder Dehmel. Ein Projekt in Arbeit ist die Vertonung zeitgenössischer Lyriktexte.
Das übergeordnete Konzept des „Lyriklieder“-Projektes besteht in der Kombination diverser Kunstrichtungen zu einer gattungsübergreifenden Performance, bestehend aus Musik, Lyrikvortrag, Darbietung von Kunstwerken, Videokunst und Fotografie auf einer Bühnenleinwand. Zu den bislang involvierten „bildenden Künstlern“ gehören Peter Bormann, Anja Kemper und Karl-Heinz Mauermann, ferner Marion Sabine Ewald, Gero Sifferath, Heike Michalke, Detlef Diering, Stefanie Hogrebe, Simon Niebel, Andrea Jansen und Beate John, die teilweise auch Ausstellungen rund um die Konzerte der Band organisiert haben. Teil der Darbietung ist darüber hinaus seit 2019 eine Lesung des Kölner Schriftstellers Lucien Deprijck, um dessen Texte sich auch die aktuell in Arbeit befindliche CD dreht.

## Aufführungsorte
C.A.P. präsentiert sich überwiegend in geschichtsträchtigen Gebäuden. Die beiden Debütkonzerte fanden beispielsweise in der St. Nikolaus-Kirche in Bochum-Wattenscheid statt, weitere Auftritte folgen beispielsweise im Wasserschloss Herten und im Essener Filmstudio Glückauf. Im Sommer sieht man die Band auch auf Festivals, insbesondere wiederholt bei Bochum Total, dem Bochumer Musiksommer oder der Féte de la Musique in Essen.

## Diskografie
- Lyriklieder (2014) – 14 Titel, 70 Minuten – Homerecording
- Lyriklieder Live (2016) – 12 Titel, 70 Minuten – Tremble Toe
- Endymion (2018) – 12 Titel, 60 Minuten – Tremble Toe
- Abendlied (2024) – 10 Titel, 50 Minuten – Tremble Toe

## Rezeption
- „Bedeutende Lyrik vertonen – das haben schon viele versucht. C.A.P. bringen Lyrik von Borchert, Kästner, Nietzsche und anderen mit Rockmusik in Einklang.“ (Alexander Kinsky)[6]
- „Musik mal ganz anders“ (Claus Barteczko, RuhrkanalNews)[7]
- „Lyrische Gedanken verzaubern Publikum“ (Rheinische Post)[8]